# Булатов, Михаил Александрович
Михаи́л Алекса́ндрович Була́тов (20 декабря 1913 (старого стиля), Москва — 16 мая 1963, там же) — советский фольклорист и писатель.
Автор обработок для детей текстов русских народных сказок: «Теремок», «Лисичка со скалочкой», «Маша и медведь», сказок разных народов СССР, книг: «Волшебные сказки» Шарля Перро (1936), «Гуси-лебеди» (1951), «Гора самоцветов» (1957), «Тридцать три пирога» (1962). Общий тираж прижизненно изданных книг, содержащих его произведения, составил более пяти миллионов экземпляров. Разные издательства продолжают переиздавать написанные им произведения.

## Начало
Его первым литературным произведением стал «дневник», написанный им за три дня, когда в школу, где он учился, пришли исследователи детства в поисках и покупки дневников школьников. Это произошло вскоре после выхода в свет в 1927 году знаменитой в своё время книги Н. Огнёва «Дневник Кости Рябцева» и определило его профессию. Школу Булатов не закончил, начав работать для подмосковных и московских газет. Темы его ранних заметок отвечали духу времени — борьбе с поповщиной, кулаками и подкулачниками. После 1930 г. он никогда больше не участвовал в преследовании людей, организованном Советской властью. Когда в Москве в 1932 году было создано издательство книг для детей «Детгиз», Булатов стал сотрудничать с ним, многие его книги были выпущены в свет этим издательством. Став в 1930-е годы профессиональным писателем для детей, Булатов не вступал в Союз писателей СССР. Он был членом Литературного фонда СССР.

## В годы войны
Не мобилизованный в армию по состоянию здоровья, Булатов пошёл добровольцем в народное ополчение Куйбышевского района Москвы. Списанный из ополчения через несколько недель, Булатов начал работать корреспондентом в газете Московского военного округа «Красный воин». В 1942 году в издательстве «Правда» вышли его книги: «Суворов в народныx песняx и рассказаx» и «Кутузов в 1812 году». Был награждён медалью «За доблестный труд в Великой Отечественной войне».

## Работы для радио и диафильмы
Вместе с композитором Михаилом Красевым в 1946 году создал оперу «Маша и медведь».
В 1950-е М. Булатов стал сотрудничать с детской редакцией Всесоюзного радио (редактор Лидия Яковлевна Букатова). Им были подготовлены радиопередачи о жизни русских слов: «Слова — имена, слова — фамилии, слова — местности», «Как появились названия растений», «Образные выражения — идиомы», «Слова, изменившие своё значение», «Рассказ о нарицательных именах», «Говори и пиши правильно!» и другие.

## Семья, дом, друзья
- Жена — Ирина Александровна Булатова (1920—2009), художник-оформитель на студии «Диафильм» (c 1963 по 1985)[5], урождённая Самохоцкая, дочь одесского врача А. С. Самохоцкого[6].
- Сын — Алексей Булатов (1945— ), радиоинженер, любитель старинных гравированных географических карт России[7].

После войны жил в деревянном доме по адресу: Успенский переулок, д. 11, кв. 6, построенном после пожара Москвы 1812 года, занимая в нём две комнаты с голландской печью на втором этаже. Этот дом был снесён в 1972 г.

## Прижизненные издания
Список составлен по справке Библиографического кабинета Союза советских писателей от 03.07.1963 г., дополнен по карточным каталогам Дома детской книги «Детгиза» и Российской государственной библиотеки.
1930 год
- Совхоз Ленино-Комсомольский. Бытовые очерки. М., Молодая гвардия, 1930. 16 с. 30 100 экз.
- Колхозные очерки. М., Московский рабочий, 1930. 55 с. 20 000 экз.

1935 год
- Русские народные сказки. Рисунки К. Кузнецова. Редактор Е. Оболенская. М., Детгиз, 1935. 94 с. 20 000 экз.

1936 год
- Домашние животные. М., Детгиз, 1936. 14 с. 100 000 экз.
- Русские народные сказки. М., Детгиз, 1936. 115 с. 50 000 экз.
- Перро, Шарль. Волшебные сказки. Пересказал для детей М. Булатов. Рисунки Густава Доре. Редактор Е. Оболенская. М.-Л., Детиздат, 1936. 164 с. 50 000 экз.[8].

1937 год
- Гуси-лебеди. Сборник русских народных сказок, песенок, загадок и скороговорок. Рисунки Ю. Васнецова и К. Кузнецова. М.-Л., Детиздат, 1937. 209 с. 25 300 экз.[9] Переиздания: 1941 г., 1942 г., 1951 г., 1953 г., 1978 г., 1986 г.
- Песенки. М.-Л., Детиздат, 1937. 16 с. 200 000 экз.
- Русские народные сказки. Горький, Горьк. обл. изд-во, 1937. 94 с. 30 000 экз.

1938 год
- Былины. Ред., прим. и вступит. статья М. Булатова. М.-Л., Детиздат, 1938. 240 с. 38 000 экз.

1939 год
- Русские народные сказки. М.-Л., Детиздат, 1939. 111 с. 10 000 экз.

1941 год
- Гуси-лебеди. Сборник русских народных сказок, песенок, загадок и скороговорок. М.-Л., Детиздат, 1941. 216 с. 50 000 экз.

1942 год
- Русские народные песни, пословицы, поговорки и загадки. М., Детгиз, 1942. 272 с. 100 000 экз.
- Гуси-лебеди. Сборник сказок, песенок, загадок. Изд. 3-е. М., Детгиз, 1942. 216 с. 50 000 экз.
- Суворов в народных песнях и рассказах. М., Правда, 1942. 40 с. 150 000 экз.
- Кутузов в 1812 году. По воспоминаниям современников. М., Правда, 1942. 104 с. 50 000 экз.[10]

1943 год
- The wild geese and other Russian Fables. Transl. by V. de S. Pinto. Ill. From the Russian by Y. Vasnetzov and K. Kuznetzov. London — New York: Transatlantic arts, 1943. 72 р.

1944 год
- Русские народные сказки. Горький, Горьк. обл. изд-во, 1944. 96 с. 25 000 экз.

1945 год
- Gaste-lebede. Culegere de povesti populare rusesti de eantece si shicitori. Il. de I. Vasnetov si C. Cuznetov. Trad. din limba rusa de Vladimir Cavarnali. Bucuresti, Cartea rusa, 1945. 148 с.

1946 год
- Первые сказки. Рисунки А. Брей. М.-Л., Детгиз, 1946. 48 с. 100 000 экз.
- Русские народные сказки. Рисунки и обложка В. Челинцевой. Куйбышев, Облгиз, 1946. 43 с. 20 000 экз.
- Шемякин суд. Рус. нар. сказка. Рисунки А. Бубнова. М.-Л., Детгиз, 1946. 16 с. 50 000 экз.
- Волк и семеро козлят. Рус. нар. сказка. Рисунки Ю. Васнецова. М.-Л., Детгиз, 1946. 16 с. 50 000 экз.

1947 год
- Песня о Москве из оперы-сказки «Несмеяна-царевна». М., 1947. 4 с. 10 000 экз.
- Русские народные песни. Песенник. Сост. С. Попов, общая ред. М. Булатова и М. Иорданского. М.-Л., Музгиз, 1947. 122 с.

1948 год
- Коробок [и др.]. Стихи // Красев, Михаил. Коробок. Пять детских песен. М., Союз Сов. Композиторов, 1948. 16 с. 5 000 экз.
- Козёл // Волк и козлята. Коза-дереза. Козёл. Рус. нар. сказки. Рисунки К. Кузнецова. М.-Л., Детгиз, 1948. с. 18-23. 100 000 экз.
- Кот, петух и лиса. Рус. сказка. Рисунки Ю. Васнецова. М., Детгиз, 1948. 12 с. 50 000 экз.
- Пословицы, поговорки и загадки русского народа. Илл. Д. С. Моора. М., Детгиз, 1948. 52 с. 50 000 экз.
- Ивашка и ведьма. Баба яга. Рус. нар. сказки. Рисунки К. Кузнецова и Ю. Васнецова. М.-Л., Детгиз, 1948. 24 с. 100 000 экз.
- Пословицы и поговорки. Худож. Н. Мунц. М.-Л., Детгиз, 1948. 32 с. 45 000 экз.
- Ладушки. Рус. нар. игровые песенки. Рисунки Ю. Васнецова. М., Детгиз, 1948. 16 с. 50 000 экз.
- Теремок. Рус. нар. сказка. Рисунки заслуж. деятеля искусств А. Н. Комарова. М., Полиграф. ф-ка треста местной пром. Москворецкого р-на, 1948. 16 с. 100 000 экз.

1949 год
- Диковинки. Народные песенки и потешки. Гравюры на линолеуме В. Бибикова. М., Тов-во «Советский график», 1949. 16 с. 50 000 экз.
- Русские пословицы и поговорки. М., «Московский рабочий», 1949. 96 с. 30 000 экз.
- Синичка-сестричка. Нар. песенки о птицах. Рисунки И. Кузнецова. М.-Л., Детгиз, 1949. 21 с. 100 000 экз.

1950 год
- Песня подружек. М., Музгиз, 1950. 5 000 экз.
- Бычок — чёрный бочок, белые копытца. Рус. нар. сказки. Рисунки Е. Эндриксон. М.-Л., Детгиз, 1950. 32 с. 75 000 экз.
- Ладушки. Рус. нар. песенки. Рисунки Ю. Васнецова. Изд. 2-е, испр. М., Детгиз, 1950. Рис. 16 с. 100 000 экз.
- Полон двор. Рус. нар. песня. Рисунки Ю. Васнецова. М., Детгиз, 1950. 13 с. 50 000 экз.
- Первые сказки. Курочка ряба. Репка. Колобок. М., Детгиз, 1950. 16 с. 100 000 экз.

1951 год
- Каравай. Рус. нар. песенки-игры. Рисунки А. Якобсон. М., Детгиз, 1951. 20 с. 100 000 экз.
- Чудесная мельница. Сказки народов Советского Союза. Рисунки И. Кузнецова. Редактор Г. Каримова. М.-Л., Детгиз, 1951.[11] 192 с. 75 000 экз.
- Зимовье зверей. Рус. народная сказка. М.-Л., Детгиз, 1951. 16 с. 100 000 экз.
- Гуси-лебеди. Сборник сказок, песенок, загадок и скороговорок. Изд. 5-е, переработанное.[12] М., Детгиз, 1951. 180 с. 50 000 экз.
- Перро, Шарль. Кот в сапогаx. Рисунки В. Конашевича. М., Детгиз, 1951. 16 с. 500 000 экз.
- Гуси-лебеди // Круглый год. Календарь для детей на 1951 год. М.-Л., Детгиз, 1951. 159 с. 100 000 экз.

1952 год
- Иван — крестьянский сын и чудо-юдо // Семь Симеонов. Рус. нар. сказки. М., Детгиз, 1952. с. 49-62. 300 000 экз.
- Русские народные сказки. Обложка Г. Петрова. Редактор Г. Граник. М., ГИХЛ, 1952. с. 164. 175 000 экз.
- Про глупого змея и умного солдата, Пастушья дудочка, Скатерть, баранчик и сума и др. // Русские народные сказки. М., ГИХЛ, 1952. 535 с. 100 000 экз.
- Лисичка со скалочкой. Рисунки Ю. Васнецова. М., Детгиз, 1952. 12 с. 100 000 экз.
- Иван — крестьянский сын и чудо-юдо. Благовещенск, Амурское обл. изд-во, 1952. 25 000 экз.
- Полон двор. М., Детгиз, 1952. 16 с. 500 000 экз.
- Заячья избушка. Рус. нар. сказка. Рисунки К. Кузнецова. М.-Л., Детгиз, 1952. 8 с. 50 000 экз.
- Колобок. Рус. нар. сказка. М., Детгиз, 1952. 8 с. 50 000 экз.
- Зимовье зверей. Рус. нар. сказка // Круглый год. Календарь для детей на 1952 год. М.-Л., Детгиз, 1952. 159 с. 100 000 экз.
- Котаракът, петелът и лисицата. Прев. Ангел Каралийчев. Рис. Ю. Васнецова. София, Народна младеж, 1952. 12 с.

1953 год
- Заячья избушка. Рус. нар. сказка. Рисунки И. Кузнецова. М.-Л., Детгиз, 1953. 8 с. 200 000 экз.
- Бычок — чёрный бочок, белые копытца. Рус. нар. сказки. М.-Л., Детгиз, 1953. 16 с. 800 000 экз.
- Гора самоцветов. Сказки народов СССР. Рисунки И. Кузнецова. М.-Л., Детгиз, 1953. 384 с. 100 000 экз.
- Перро, Шарль. Волшебные сказки. Илл. Г. Дорэ. Л., Лениздат, 1953. 80 с. 75 000 экз.
- Перро, Шарль. Кот в сапогах Рисунки В. Конашевича. М.-Л., Детгиз, 1953. 16 с.
- Колобок. Рус. нар. сказка. Рисунки И. Кузнецова. М., Детгиз, 1953. 8 с. 200 000 экз.
- Пастушья дудочка. Сказки народов Советского Союза. Рисунки И. Кузнецова. М.-Л., Детгиз, 1953. 54 с. 300 000 экз.
- Гуси-лебеди. Сборник рус. нар. сказок, песенок и загадок; Рисунки Ю. Васнецова и К. Кузнецова. Изд. 6-е, переработанное. М.-Л., Детгиз, 1953. 160 с.
- Бычок — чёрный бочок, белые копытца. Рус. нар. сказка // Круглый год. Книга для чтения на 1954 год. М.-Л., Детгиз, 1953. 159 с. 100 000 экз.
- Гуси-лебедi. Російська народна казка. Переклад Наталi Забіли. Малюнки худ. О. Вовка. Кіив, Молодь, 1953. 16 с. 200 000 экз.
- Veselé pohádky a říkadla. Přel. Zina Trochová a Běla Součková. Il. Jaroslav Vodrážka. Praha, Státní naklvi dětské knihy, 1953. 157 с.
- Ivan fecior de taran si zmeul zmeilor. Basm popular rus. Preluclare de M. Bulatov. Traducere de: Sarina Casvan. Desene de: T. Mavrina. Timisoara (?), Editura Tineretului, 1953. 22 с. (обложка).

1954 год
- Гора самоцветов. Туркменская сказка // Стрелок и его друзья. Рисунки В. Власова. М., Детгиз, 1954. с. 18-22. 300 000 экз.
- Гуси-лебеди. Рус. нар. сказка. Рисунки И. Кузнецова. М., Детгиз, 1954. 16 с. 100 000 экз.
- Иван — крестьянский сын и чудо-юдо. Рус. нар. сказка. Рисунки Т. Мавриной. М.-Л., Детгиз, 1954. 20 с. 100 000 экз.
- Девушка-xвощинка. Якутские народные сказки. Рисунки Э. Сивцев. М., Детгиз, 1954. 72 с. 30 000 экз.
- Козёл — стеклянные глаза, золотые рога. Белорусская сказка // Козёл — стеклянные глаза, золотые рога. Рисунки И. Кузнецова. М., Детгиз, 1954. с. 10-13. 100 000 экз.

1955 год
- Диво-дивное. Рус. нар. сказки. Рисунки Л. Гладковой, Е. Коротковой и др. М., Детгиз, 1955. 96 с. 100 000 экз.
- Маша и Медведь. Опера-сказка. М., Музгиз, 1955. 92 с. 1 500 экз.
- Козёл — стеклянные глаза, золотые рога. Белорусская сказка. М., Детгиз, 1955. 15 с. 200 000 экз.
- Волк и семеро козлят. Рус. нар. сказка. Рисунки М. Успенской. М., Детгиз, 1955. 16 с. 100 000 экз.
- Волк и семеро козлят. Рус. нар. сказка. М., Детгиз, 1955. 16 с. 1 000 000 экз.

1956 год
- Иван — крестьянский сын и чудо-юдо. Рус. нар. сказка. Худ. Н. Носкович. Петрозаводск, Госиздат КФССР, 1956. 19 с. 300 000 экз.
- Козёл — стеклянные глаза, золотые рога. Белорусская сказка. Рисунки И. Бруни. М., Детгиз, 1956. 16 с. 100 000 экз.
- Морозко. Рус. нар. сказка. Рисунки Т. Мавриной. М., Детгиз, 1956. 20 с. 100 000 экз.
- Сивка-бурка. Рус. нар. сказка. Рисунки Т. Мавриной. М., Детгиз, 1956. 20 с. 500 000 экз.
- Лисичка со скалочкой и др. // Лисичка со скалочкой. Рус. нар. сказки. Рисунки В. Милашевского. Гравюры на дереве выполнены И. Павловым. М., Детгиз, 1956. 300 000 экз.
- Лисичка-сестричка и волк и др. // Жили-были. Рус. нар. сказки. Рисунки Е. Рачёва. М., Детгиз, 1956. с. 11-30. 400 000 экз.
- Про глупого змея и умного солдата, Пастушья дудочка, Скатерть, баранчик и сума и др. // Рус. нар. сказки. М., ГИXЛ, 1956. 537 с. 30 000 экз.
- Синичка-сестричка. Нар. песенки о птицах. Рисунки И. Кузнецова. М., Детгиз, 1956. 16 с. 1 000 000 экз.

1957 год
- Гора самоцветов[13]. Сказки народов СССР. Рисунки И. Кузнецова. М., Детгиз, 1957. 478 с. 100 000 экз. Последнее, наиболее полное прижизненное издание сборника «Гора самоцветов».
- Татарские народные сказки. Составитель Х. Х. Ярмухаметов. Под редакцией Г. Р. Каримовой. Редактор Р. Н. Порман. [Казань], Таткнигоиздат. Редакция художественной литературы, 1957. 215 с. 75 000 экз.
- Теремок. Рус. нар. сказка. Рисунки А. Горлова. М., Детгиз, 1957. 16 с. 100 000 экз.
- Кремешок-богатырь // Кремешок-богатырь. Рус. нар. сказки. Рисунки В. Милашевского. М., Детгиз, 1957. с. 3-17. 400 000 экз.
- Перро, Шарль. Кот в сапогах. М., Детгиз, 1957. 20 с. 200 000 экз.

1958 год
- Скатерть, баранчик и сума // Белая лебёдушка. Рус. волшебные. сказки. Сост. И. Карнаухова. Рисунки Э. Кондиайн. Л., Детгиз, 1958. с. 11-20. 500 000 экз.
- Репка. Рус. нар. сказка. Рисунки Б. Дехтерёва. М., Детгиз, 1958. 12 с. 400 000 экз.
- По щучьему веленью. Рус. нар. сказка. Рисунки Т. Мавриной. М., Детгиз, 1958. 24 с. 300 000 экз.
- Зимовье зверей. Рус. нар. сказка. Рисунки М. Асманова. М., Детгиз, 1958. 14 с. 100 000 экз.
- Лисичка со скалочкой. Рус. нар. сказка. М., Детгиз, 1958. 12 с. 400 000 экз.
- Курочка ряба. Колобок. М., Детгиз, 1958. 16 с. 1 000 000 экз.
- Гора самоцветов. Сказки народов СССР. Ташкент, Учпедгиз УзССР, 1958. 410 с. 30 000 экз.
- Крылатые слова. М., Детгиз, 1958. 192 с. 100 000 экз. 
  - Крылатые слова. Второе исправленное издание. М., Советские учебники, 2023. 190 с. 1 000 экз. ISBN 978-5-907508-69-9
- Иван — крестьянский сын и чудо-юдо и др. // Русские волшебные сказки. Сост. М. Булатов. Рисунки Н. Кочергина. Л., Детгиз, Ленингр. отд., 1958. 159 с. 100 000 экз.
- Маша и медведь // Избушка на опушке. Рус. нар. сказки. М., Детгиз, 1958. с. 9-13. 500 000 экз.

1959 год
- Гуси-лебеди. Рус. нар. сказка. М., Детгиз, 1959. 16 с. 500 000 экз.
- Котенька-коток. Рус. нар. песенки для маленьких. Тексты песенок даются в обработке О. Капицы, И. Карнауховой, М. Булатова. Рисунки Ю. Васнецова. М., Детгиз, 1959. 16 с. 1 500 000 экз.

1960 год
- Девочка с веретенце. Коми нар. сказка. Сыктывкар, Коми кн. издат., 1960. 14 с. 5 000 экз.
- Солнце, Месяц и Ворон Воронович. Рус. нар. сказка. Рисунки Т. Мавриной. М., Детский мир, 1960. 16 с. 100 000 экз.
- Курочка в серёжках. Рисунки М. Алексеева, Н. Строгановой. М., Детский мир, 1960. 16 с. 100 000 экз.
- Сине-море огнём горит. Небылицы. Художники Надежда Строгонова и Михаил Алексеев. М., Детский мир, 1960. 20 с. 100 000 экз.
- Лисичка со скалочкой. Рус. нар. сказка. М., Детгиз, 1960. 12 с. 1 600 000 экз.
- Перро, Шарль. Волшебные сказки. Смоленск, Кн. изд-во., 1960. 103 с. 100 000 экз.
- Маша и медведь. Рус. нар. сказка. М., Детгиз, 1960. 12 с. 450 000 экз.
- Хозяин ветров. Сказки народов РСФСР. М., Детгиз, 1960. 224 с. 95 000 экз.

1961 год
- Самый сильный. Сказки народов РСФСР, рассказанные советскими писателями. Сборник составил М. Булатов. Предисловие Алима Кешокова. Оформление Т. Мавриной. Редактор Г. Р. Каримова. М., Детгиз, 1961. 288 с.115 000 экз.
- Гуси-лебеди. Рус. нар. сказка. Рисунки И. Кузнецова. М., Детгиз, 1961. 16 с. 1 000 000 экз.
- Живое русское слово. Рус. нар. пословицы и поговорки. М., Детгиз, 1961. 126 с. 30 000 экз.

1962 год
- Гуси-лебеди. Рус. нар. сказка. Рисунки И. Кузнецова. М., Детгиз, 1962. 16 с. 1 350 000 экз.
- Иван — крестьянский сын и чудо-юдо. Рус. нар. сказка. Петрозаводск, Госиздат. Карельской АССР, 1962. 22 с. 200 000 экз.
- Тридцать три пирога. Игры, считалки, сговорки, скороговорки, долгоговорки, докучные сказки, загадки народов Советского Союза. Рисунки Ю. Соостера. М. Детгиз, 1962. 240 с. 75 000 экз.[14]
- Побеждённый кит. Ненецкая нар. сказка. Свердловск, Кн. изд-во, 1962. 17 с. 50 000 экз.
- Маленький Уняны. Эвенкийская нар. сказка. М., Детский мир, 1962. 19 с. 150 000 экз.
- Маша и медведь. Рус. нар. сказка. М., Детгиз, 1962. 12 с. 200 000 экз.
- Сказки народов СССР. Худож.. календарь на 1962 год. М., Сов. художник, 1962. 105 000 экз.

1963 год
- Перро, Шарль. Синяя Борода. Сказка. Л., Художник РСФСР, 1963. 32 с. 100 000 экз.
- Вороны летят… Игры, считалки, скороговорки, долгоговорки, докучные сказки, замысловатые вопросы. М., Детгиз, 1963. 64 с. 100 000 экз.

## Посмертное издание
- Булатов М. А., Порудоминский В. И. Собирал человек слова… Повесть о В. И. Дале. Рисунки М. Борисовой-Мусатовой. М., Дет. лит., 1966. 224 с. Тир. 50 000 экз. 
  - Булатов М. А., Порудоминский В. И. Собирал человек слова... Повесть о В. И. Дале. Ил. М. Борисова-Мусатова. М.: Дет. лит., 1969. 224 с.
  - М. Булатов, В. Порудоминский. Собирал человек слова... Повесть о В. И. Дале. М.: Изд. Дом Мещерякова, 2018. 212 с. ISBN 978-5-00-108231-6. Тир. 5 050 экз.

## Статьи в периодике
- Советская школа или приходское училище [О царицынской трудовой школе Моск.-Курск. ж. д. № 10] // Раб. газета(?). — 17 апреля 1929 — № 38 (2000).
- Фольклор — детям. // «Литературная газета». — 20 августа 1935. — № 40 (92).
- Война в детской сказке. // «Литература и искусство». — 2 октября 1943. — № 80 (2671).
- Суворов в народных рассказах // «Красный воин». — 6 июня 1951. — № 131. с. 3.
- О букетах, дудочках и невнимательных редакторах. // «Литературная газета». — 9 сентября 1950. — № 80 (2671).
- …Тара-тара-тара-ра! Выезжают трактора! Фельетон. // «Литературная газета». — 25 декабря 1952. — № 154 (3027).
- Дискуссия о современной сказке // Вопросы детской литературы. (Дом детской книги). — М., Детгиз, 1952. с. 291—308.
- Как издавать для детей эпос народов СССР // Вопросы детской литературы. (Дом детской книги). — М., Детгиз, 1955. с. 273—298.
- О сказках. // «Семья и школа». — 1956. — № 3.
- Писатель и национальная сказка. // Об изданиях сказок для детей. (Дом детской книги). — М.: Дет. лит., 1955. — С. 46-67.
- Сказки народов СССР. Критико-библиографический обзор. // Об изданиях сказок для детей. (Дом детской книги). — М.: Дет. лит., 1955. — С. 184—364.
- «Сидишь — как кошма лежишь…» [О плоxом переводе проф. Б. Каррыева книги «Туркменские пословицы и поговорки»] // «Литературная газета». — 15 мая 1962. — № 57. с. 3.